# Kammu (góra podwodna)
Kammu (jap. 桓武海山 Kanmu kaizan) – góra podwodna pochodzenia wulkanicznego, leżąca w środkowej części grzbietu Hawajsko-Cesarskiego na Oceanie Spokojnym. Data jej ostatniej erupcji nie jest znana.